# 左金吾卫
左金吾卫，中国古代禁卫军指挥机构。唐朝十六卫之一。

## 历史
隋文帝时设置左武候府。设左武候府大将军一人、正三品，左武候府将军二人、从三品。管理车驾出巡营卫。与右武候府一起管理车驾扈从。昼夜巡察烽候道路，管理营禁。分别率领各骠骑府、车骑府府兵。属下有长史、司马、录事及功曹参军、仓曹参军、兵曹参军、骑曹参军，法曹行参军、铠曹行参军，还有司辰师、漏刻生。
隋炀帝大业三年（607年），左武候府改名左候卫府，司展师改属太史局，增设察非掾，专掌纠弹。左候卫府属于十二卫。设左候卫大将军一员为长官，正三品，总其府事，并统诸鹰扬府。左候卫将军二员，从三品，佐大将军总府事。统诸鹰扬府府兵。下设护军四员，辅佐将军，护军改为虎贲郎将（武贲郎将），又设武虎牙郎将（武牙郎将）六员，属官有长史、录事参军、司仓、司兵、司骑、司铠等。军士称之为佽飞。
唐高祖武德五年（622年）左候卫府改为左武候卫。唐高宗龙朔二年（662年）左武候卫改为左金吾卫。
左金吾卫设大将军一人、将军二人、中郎将二人，和右金吾卫管理宫中、京城巡警，烽候道路，执御非违，领翊府和诸折冲府府兵。
- 左金吾卫大将军一人，正三品。置上将军之前，为左金吾卫长官。管理宫中、京城巡警，烽候、道路、水草之宜。
- 左金吾卫将军二员，从三品。辅佐左金吾卫大将军。

左金吾卫属官还有长史、录事、仓曹参军、兵曹参军、骑曹参军、胄曹参军事等。武周天授二年（691年）设司阶、中候、司戈、执戟四色官和长上等属官，另有街使、判官等。其翊府有属官中郎将、郎将、兵曹参军事，又有校尉、旅帅、队正、副队正等员。左金吾卫中郎将时左金吾卫左翊府长官，一员，正四品下，掌领本府翊卫，督京城六街铺巡警。唐德宗贞元二年（788年）设上将军一人，在大将军之上。左金吾卫上将军，从二品，统领翊府之翊卫及外府佽飞番上。
辽朝也设置左金吾卫，设大将军、上将军、将军，为加官，领折冲都尉、果毅都尉。西夏置左金吾卫，掌京城巡警，夏仁宗、夏桓宗时设左金吾卫上将军、左金吾卫正将军，多派为赴金朝使节。
北宋左金吾卫上将军、大将军、将军、中郎将置为环卫官，无定员、无职掌，多让宗室担任，也作为武臣赠典或武官责降散官。元丰改制前，左金吾卫中郎将为四品。元丰改制后，改左金吾卫上将军为从二品。左金吾卫大将军降为正四品，左金吾卫将军降为从四品。南宋多不除授，宋孝宗隆兴年间复置左金吾卫上将军、大将军、将军。常以节度使领任左金吾卫上将军、大将军。

## 人物
- 597年，左武候将军屈突通
- 612年，左候卫大将军段文振
- 617年，左武候大将军屈突通
- 瓦岗军，左武候大将军单雄信
- 618年，左武候大将军、秦王李世民
- 618年，左武候大将军庞玉
- 618年，左武候大将军窦抗
- 618年，左武候大将军安修仁
- 621年，左武侯大将军李世勣
- 627年，左武候将军庞某
- 638年，左武候将军上官怀仁
- 643年，左武候大将军、魏王李泰
- 645年，左武候中郎将田仁会
- 645年，左武候将军薛孤吴仁
- 651年，左武候大将军梁建方
- 651年，左武候引驾卢文操
- 660年，左武候将军延陀梯真
- 679年，左金吾卫将军曹怀舜
- 684年，左金吾将军→左金吾大将军丘神勣
- 700年，左金吾将军田扬名
- 705年，左金吾大将军、成王李千里
- 709年，左金吾将军杜元谈
- 713年，左金吾将军李钦
- 716年，松漠郡王、行左金吾大将军兼松漠都督李失活
- 727年，左金吾卫大将军、信安王李祎
- 728年，左金吾将军杜宾客
- 777年，左金吾大将军吴凑
- 783年，左金吾大将军浑瑊
- 784年，凤翔节度使李楚琳为左金吾大将军
- 786年，左金吾将军张献甫
- 792年，左金吾大将军、虢王李则之
- 804年，左金吾大将军李升云
- 805年，左金吾大将军袁滋
- 809年，左金吾大将军卢从史
- 815年，左金吾大将军李文通
- 820年，左金吾将军李道古
- 820年，左金吾将军田布
- 821年，左金吾将军杨元卿
- 824年，左金吾大将军李祐
- 824年，左金吾兵曹茅汇
- 835年，左金吾大将军沈𥐟
- 835年，太府卿韩约为左金吾卫大将军
- 835年，左金吾大将军陈君赏
- 837年，左金吾将军李执方
- 838年，左金吾大将军郭旼
- 842年，左金吾大将军、怀化郡王没斯
- 859年，左金吾大将军田牟
- 863年，左金吾将军王晏实
- 869年，左金吾上将军李国昌
- 872年，左金吾大将军李敬仲
- 875年，左金吾大将军曹翔为昭义节度使
- 880年，左金吾大将军陈敬瑄为西川节度使
- 880年，左金吾大将军吴师泰
- 880年，左金吾大将军张直方
- 902年，左金吾将军李俨
- 910年，左金吾大将军寇彦卿
- 911年，左金吾大将军王宗绍
- 936年，后唐左金吾大将军高汉筠
- 938年，后晋左金吾卫上将军石重贵
- 947年，左金吾大将军王景崇
- 951年，左金吾将军姚汉英
- 956年，左金吾卫将军马崇祚